# Zhang Shuai
Zhang Shuai (en xinès mandaré [ʈʂá ʂwa ̂ ]; nascuda el 21 de gener de 1989) és una tennista professional xinesa. Té un rànquing d'individuals més alt en el número 23 del món, assolit el 14 de novembre de 2016, i un rànquing de dobles, el número 5, assolit l'11 d'abril de 2022. Zhang ha guanyat 26 títols individuals: 21 al Circuit ITF, tres al WTA Tour –al Guangzhou International Women's Open el 2013 i el 2017, i l'WTA Lyon Open el 2022– i dos als tornejos de la sèrie WTA 125K. En dobles ha guanyat 20 títols, 11 a la WTA, inclosos l'Open d'Austràlia 2019 i l'Open dels Estats Units 2021, ambdues vegades associant-se amb Samantha Stosur.
Zhang va guanyar el seu primer partit individual en un torneig de Grand Slam a l'Open d'Austràlia de 2016, on, com a classificatòria, va derrotar a la número 2 del món, Simona Halep, de camí als quarts de final. Zhang havia perdut els 14 partits de Grand Slam del quadre principal fins aquell moment, un tram que va començar amb l'Open dels Estats Units del 2008 i estava considerant retirar-se. També va arribar als quarts de final del Campionat de Wimbledon del 2019. Al costat de Li Na, Zheng Jie, Peng Shuai i Wang Qiang, Zhang és una de les úniques cinc tennistes xineses que ha arribat als quarts de final d'un torneig individual de Grand Slam.

## Carrera
Zhang, nascuda a Tianjin, va començar a jugar a tennis als sis anys, quan els seus pares la van portar a un club de tennis local.
Es va convertir en professional l'any 2003 i va jugar el seu primer esdeveniment individual a Mollerusa l'agost d'aquell any. Després de derrotar a Matilde Muñoz-Gonzalves a la primera eliminatòria, va perdre davant Laura Figuerola-Foix. Després d'un any sencer al circuit femení de la ITF, Zhang va acabar el 2004 amb un rànquing de final d'any en el lloc 901.
Va tenir un èxit considerable en individuals als tornejos de la ITF, després d'haver guanyat un esdeveniment de 50.000 dòlars, vuit esdeveniments de 25.000 dòlars i tres esdeveniments de 10.000 dòlars entre el 2006 i el 2009. A l'octubre de 2009, però, només havia guanyat dos tornejos del quadre principal al WTA Tour. No obstant això, va guanyar el seu primer títol individual a l'Open Internacional de Dones de Guangzhou de 2013 com a participant de comodí.

### 2012
Zhang va començar el seu any a la Blossom Cup a Quanzhou. Va derrotar a Nudnida Luangnam i Anna Floris a la primera i segona ronda, respectivament, abans de caure davant Tímea Babos als quarts de final. A l'Open d'Austràlia, va ser derrotada per Aleksandra Wozniak a la primera ronda, en sets seguits. Va ser la seva setena derrota a la primera ronda en un torneig important.
A l'Open de Monterrey, va perdre davant Gréta Arn a la primera ronda. A continuació, Zhang va anar a Indian Wells per jugar a l'Open on va ser classificada. Va perdre contra Simona Halep a la primera ronda. A l'Open de França, va perdre a la primera volta davant Angelique Kerber.
Zhang va competir al torneig dels Jocs Olímpics de Londres en dobles femenins amb Li Na, arribant a la segona ronda.

### 2013: Primer títol de la gira WTA
Va començar l'any com a primera cap de sèrie al torneig ITF d'Innisbrook Open a Florida sobre terra batuda amb una derrota a la primera ronda davant del 468è, Asia Muhammad. Saltant-se de l'Open d'Austràlia i romanent a Florida per a un altre torneig de terra batuda de la ITF, el Tesoro Open de 25.000 dòlars a Port St. Lucie va perdre contra Tadeja Majerič, 214è classificat i quart favorit, a la semifinal. En dobles, ella i la seva companya Sharon Fichman van quedar segones i van perdre als quarts de final davant les eventuals guanyadores, les eliminatòries Angelina Gabueva i Allie Will. Zhang va participar en tres tornejos del WTA Tour i va jugar dobles amb Janette Husárová: com a tercera cap de sèrie en el sorteig de classificació, va perdre davant la 647a Abigail Spears a la primera ronda de la classificació al Qatar Open de Doha i va perdre davant Lisa Raymond i Samantha Stosur a segona ronda; va perdre davant la 61a Anabel Medina Garrigues a la segona ronda de classificació al Campionat de Dubai i va perdre davant Julia Görges i Angelique Kerber en sets seguits a la primera ronda. i va perdre contra el 23è i segon cap de sèrie Hsieh Su-wei a la segona ronda a l'Open de Malàisia i va perdre contra el segon cap de sèrie de Shuko Aoyama i Chang Kai-chen en una final emocionant. El retorn dels Estats Units va perdre contra la Bethanie Mattek-Sands, el comodí 131, a la final de classificació de l' Open de Miami, fent equip amb Megan Moulton-Levy, va perdre a la segona ronda davant les terceres sembrades Nadia Petrova i Katarina Srebotnik. Va perdre contra Petra Rampre (núm. 282) a la primera ronda de classificació com a setena cap de sèrie a l'Open de Charleston . Zhang i Moulton-Levy van perdre a la semifinal davant l'equip primer cap de sèrie d' Andrea Hlaváčková i Liezel Huber. Jugant com a cinquè cap de sèrie al 25K Pro Circuit Challenger a Pelham, Alabama, va perdre davant la 197a Ashleigh Barty a la segona ronda. Jugant a la seva primera final com a vuitena cap de sèrie a la ITF Dothan, va perdre davant Ajla Tomljanović (núm. 171). Com a setena cap de sèrie a la ITF Charlottesville, va perdre contra Allie Will, el comodí 381, a la primera ronda.

### 2016: primers quarts de final del Grand Slam
Zhang va començar una nova temporada al Shenzhen Open. A la primera ronda, va vèncer a la seva companya Irina Khromacheva en sets seguits abans de perdre davant la primera cap de sèrie i eventual campiona, Agnieszka Radwańska, a la segona.

### 2017–2018: segon títol de la WTA
El setembre de 2017, Zhang va guanyar el seu segon títol WTA Tour a l'Open de Guangzhou. Segona cap de sèrie, va arribar a la final sense perdre ni un set i va derrotar la serbia no cap de sèrie Aleksandra Krunić a la final en tres sets per guanyar el títol per segona vegada.

### 2019: campió de dobles de l'Open d'Austràlia i debut entre els 10 millors, quarts de final d'individuals de Wimbledon
Zhang va guanyar el títol més important de la seva carrera a l'Open d'Austràlia. Amb la favorita a casa Sam Stosur, Zhang va guanyar el seu primer títol de dobles majors, destrossant les campions defensores, Tímea Babos i Kristina Mladenovic, en sets seguits. Es va convertir en la quarta jugadora de la Xina continental a guanyar un títol de dobles femení de Grand Slam, després de Zheng Jie, Yan Zi i Peng Shuai.
La parella també va arribar a la final a Miami, on van perdre davant Elise Mertens i Aryna Sabalenka, en sets seguits. Va debutar entre les 10 millors en dobles el 13 de maig de 2019.
Als Campionats de Wimbledon del 2019, Zhang va arribar al segon quart de final d'un esdeveniment individual de Grand Slam de la seva carrera, abans de perdre davant Simona Halep en sets seguits.

### 2020–21: quarta ronda individual de l'Open de França; campió de dobles de l'Open dels Estats Units i títol de la WTA 1000, número 8 del món
Va arribar a la quarta ronda de l'Open de França 2020 per primera vegada en la seva carrera, on va perdre davant la setena cap de sèrie, Petra Kvitová.
Va guanyar la WTA 1000 a Cincinnati i els títols de l'Open dels Estats Units 2021 en dobles amb Sam Stosur.
Va acabar l'any en la 8a posició en dobles, la classificació més alta i final d'any de la seva carrera.

### 2022: primer títol d'individuals en 5 anys, número 5 del món
Va arribar a la segona ronda en dobles a l'Open d'Austràlia del 2022 amb la seva parella habitual Samantha Stosur, on va anunciar que jugarà el seu últim any de la seva carrera. També va arribar a les semifinals en dobles mixtes per primera vegada en aquest Grand Slam amb un altre australià John Peers i la tercera ronda en individuals en el mateix torneig.
Zhang va entrar a Lió com a vuitena cap de sèrie. Va superar Kristina Mladenovic, Arantxa Rus, Vitalia Diatchenko i Caroline Garcia per arribar a la final. Després va derrotar a Dayana Yastremska per guanyar el seu primer títol des del 2017 i el tercer en la general. A l'Open de Miami del 2022, va arribar a la tercera ronda en individuals on va perdre en un partit ajustat contra Coco Gauff.
L'11 d'abril de 2022 va assolir el rànquing més alt de la seva carrera com a número 5 mundial en dobles després de la seva participació al Credit One Charleston Open de 2022, on va arribar a les semifinals en dobles amb Caroline Dolehide.

## Vida personal
Zhang és entrenada per Liu Shuo. Els seus pares són Zhang Zhiqiang (un antic jugador de futbol) i Wang Fengqin (un antic jugador de bàsquet). Ha parlat d'obrir una cafeteria quan es jubili. El seu nom en anglès és Rose.

## Estadístiques de carrera

### Cronologia del rendiment en Grand Slam
Plantilla:Performance key

### Finals del torneig de Grand Slam

#### Dobles: 2 (2 títols)
| Resultat | Curs | Torneig          | Superfície | Soci                   | Opositors                                   | Puntuació     |
| -------- | ---- | ---------------- | ---------- | ---------------------- | ------------------------------------------- | ------------- |
| Guanyar  | 2019 | Open d'Austràlia | Dur        | </img> Samantha Stosur | </img>Tímea Babos </img>Kristina Mladenovic | 6–3, 6–4      |
| Guanyar  | 2021 | US Open          | Dur        | </img> Samantha Stosur | </img> Coco Gauff </img>Caty McNally        | 6–3, 3–6, 6–3 |